# Подкуйко, Николай Андреевич
Никола́й Андре́евич Подку́йко (укр. Микола Андрійович Підкуйко; 20 мая 1921, Харьковская губерния — 19 июня 1981) — передовик советского сельского хозяйства, председатель колхоза «Краматорский» Славянского района Донецкой области Украинской ССР, Герой Социалистического Труда (1971).

## Биография
Родился 20 мая 1921 года в селе Весёлом в украинской крестьянской семье. После окончания семилетней школы в селе Золотой Колодезь продолжил образование в средней школе города Дружковка. С 1938 года, после окончания бухгалтерских курсов в Константиновке, работал бухгалтером в колхозе «Победа».
В ноябре 1940 года был призван в армию. Служил в посёлке Гродеково сначала в учебной школе, а затем в штабе артиллерийского полка писарем. В мае 1943 года часть была отправлена в Московский военный округ, а затем направлена на фронт.
Участник Великой Отечественной войны с июля 1943 года. Был делопроизводителем-казначеем 95-й тяжёлой гаубичной артиллерийской бригады. В начале 1945 года назначен кассиром полевого отделения Госбанка № 1305 при 5-й гвардейской тяжёлой артиллерийской дивизии прорыва. Воевал на Западном (июль 1943 — апрель 1944), Ленинградском (апрель — август 1944) и 2-м Украинском (август 1944 — май 1945) фронтах. Участвовал в Ельнинско-Дорогобужской и Смоленско-Рославльской операциях, боях на витебско-оршанском направлении, Выборгской, Ясско-Кишинёвской, Бухарестско-Арадской, Дебреценской, Будапештской и Венской операциях.
После войны продолжительное время был председателем колхоза «Краматорский» Славянского района Донецкой области. Указом Президиума Верховного Совета СССР от 8 апреля 1971 года за выдающиеся успехи, достигнутые в развитии сельскохозяйственного производства и выполнении пятилетнего плана продажи государству продуктов земледелия и животноводства, Подкуйко Николаю Андреевичу присвоено звание Героя Социалистического Труда с вручением ордена Ленина и золотой медали «Серп и Молот».
Проживал в с. Сергеевка Славянского района Донецкой области.
Сыновья - Подкуйко Виктор Николаевич и Подкуйко Николай Николаевич.
Умер 19 июня 1981 года. Похоронен в с.Сергеевка Славянского района Донецкой области (кладбище, расположенное по ул.Новая)

## Награды
- медаль «Серп и Молот» (08.04.1971)
- 3 ордена Ленина (26.02.1958; 30.04.1966; 08.04.1971)
- орден Октябрьской Революции (06.09.1973)
- 2 медали «За боевые заслуги» (08.12.1944; 22.05.1945)
- другие медали